# Wiosna Ludu
Wiosna Ludu – druga płyta folkowej Kapeli ze Wsi Warszawa, wydana w Polsce w 2002 przez Orange World oraz rok później przez niemieckie Jaro Medien (pod tytułem Peoples' Spring). W 2005 ukazała się reedycja płyty nakładem wytwórni Metal Mind i jako jedyne zawiera ścieżkę wideo.

## Lista utworów
1. "Do ciebie Kasiuniu"
2. "Taniec chasydzki"
3. "U mojej matecki"
4. "Niołam kochanecka"
5. "Cerwone jabłuszko"
6. "Polka szydłowiecka"
7. "Kto się zani"
8. "Bystra woda"
9. "Cóżeś ty Kasiu"
10. "Polka folk is dead"
11. "Pada deszczyk"
12. "Żurawie"
13. "Maydów"
14. "Matecka" - Indo European Minimal Mix by Piotr Pucyło
15. "Joint Venture In The Village" by Mario Dziurex JVSS

## Skład zespołu

### Podstawowy
- Katarzyna Szurman - skrzypce, śpiew
- Maja Kleszcz - basy, śpiew
- Sylwia Świątkowska - skrzypce, fidel płocka, śpiew
- Wojciech Krzak - skrzypce, drumla
- Piotr Gliński - baraban
- Maciej Szajkowski - bębny obręczowe, dhol

### Goście
- Marta Stanisławska - cymbały
- Wojciech Pulcyn - kontrabas
- Piotr Korzeniowski - trąbka
- Maciej Cierliński - lira korbowa

## Dodatkowe informacje
- Aranżacje - KZWW - Katarzyna Szurman, Małgorzata Śmiech, Maja Kleszcz, Sylwia Świątkowska, Maja Kleszcz, Maciej Szajkowski, Wojciech Krzak, Piotr Gliński
- Nagrań dokonano w studiu M1 Polskiego Radia im. Agnieszki Osieckiej, w dniach 2-6.07.2001
- Realizacja, mix - Wojciech Przybylski
- Mastering - Anna Rutkowska
- Patronat radiowy - Radiowe Centrum Kultury Ludowej
- Zdjęcia - Dariusz Senkowski i Grzegorz Kaczmarek
- Opracowanie, projekt, design - FABRYKA BA!
- Art.&handwork - Dariusz Anaszko, Maciej Szajkowski, Monika Depczyńska, Joanna Kowalik, Piotr Pucyło i inni
- Produkcja - Piotr Pucyło